# 眞理ヨシコ
眞理 ヨシコ（まり ヨシコ、1938年〈昭和13年〉12月4日 - ）は、日本の童謡歌手、声優、女優、東洋英和女学院大学名誉教授。本名、佐藤 美子（さとう よしこ）。旧芸名は真理ヨシコ。

## 来歴
岐阜県で生まれ、間もなく親の転勤で東京都へ転居。東京都立駒場高等学校芸術科（後に東京都立芸術高等学校として分離独立するも閉校）在学中より、東京芸術大学の講師だった酒井弘に師事。その後、深緑夏代にシャンソンの指導を受ける。東京芸術大学音楽学部声楽科を卒業。1961年、東京芸大2年の時NHKのオーディションに合格し、NHK『歌の広場』のニュー・ボイスとなる。
その後、『おかあさんといっしょ』（当時はうたのえほん）の初代うたのおねえさんに就任。当時は「真理ヨシコ」の芸名で出演していた。
1961年4月 - 1962年9月までの1年半うたのおねえさんを務め、うたのおねえさん退任後も『おかあさんといっしょ』のコーナー、「おはなしのもり」・「うたいっぱい」・「らっぽんぽん」・「ほあほあどん」・「ヤンヤンムウくん」にてレギュラー出演。合計13年9か月に及んで、番組に出演した。
1963年、NHK『うたのえほん』で使われた童謡「おもちゃのチャチャチャ」が1か月で4万枚のレコードを売り上げるなどヒットし、第5回日本レコード大賞童謡賞を受賞。
1970年代から1980年代にかけてはNHK総合テレビ18時台に放送されていた児童向け人形劇番組の幾つかで声優として重要な役を演じ、同時に劇中歌の歌唱を担当。『新諸国物語』系の『笛吹童子』、『紅孔雀』ではメインストーリーに寄り添うサブストーリーにおける悲劇のヒロインの美少女役を担当していたが、これらに続いて1979年から1982年まで放送された人形劇『プリンプリン物語』では役柄を一転し、主人公たちの旅を阻む云わば悪役側でコメディリリーフを演じる怪女ヘドロを担当した。その後、女優として活躍。
1983年、第13回日本童謡賞を受賞。
2002年、「眞理ヨシコさんを囲む会」を母体として生まれた“音符たち”が発足。
2018年、70代最後、80歳を目前に終活を始めたことを告白し、現在も行っている。
彼女を中心に、童謡をはじめ様々な音楽を楽しむ会で、｢レクチャーコンサート｣や｢眞理ヨシコとともに｣コンサートなど、毎年堅実な活動を行っている。
東洋英和女学院大学人間科学部の教授を務め、2009年に定年退職し、名誉教授となった。

## おかあさんといっしょ コンサート
| 公演   | タイトル                                          | 出演者（一部を除く） |
| ------ | ------------------------------------------------- | --- |
| 1989年 | おかあさんといっしょ30年                          | 坂田おさむ、神崎ゆう子、馮智英、天野勝弘 じゃじゃまる、ぴっころ、ぽろり 眞理ヨシコ、中野慶子、竹前文子、砂川啓介 中川順子、片桐和子、瀬端優美子、森晴美 斉藤昌子、田中星児、斉藤伸子、松熊由紀 奈々瀬ひとみ、水木一郎、たいらいさお、宮内良 しゅうさえこ、かしわ哲、林アキラ ブンブン、つねきち、ごじゃえもん          |
| 1999年 | 40周年 うたのパーティ                             | 杉田あきひろ、つのだりょうこ、佐藤弘道、タリキヨコ スプー、みど、ふぁど、れっしー、空男 眞理ヨシコ、しゅうさえこ、森みゆき 坂田おさむ、神崎ゆう子、速水けんたろう、茂森あゆみ |
| 2009年 | 星空のメリーゴーラウンド 〜50周年記念コンサート〜 | 横山だいすけ、三谷たくみ、小林よしひさ、いとうまゆ ライゴー、スイリン、プゥート ひなたおさむ、かまだみき、恵畑ゆう スプー、アネム、ズズ、ジャコビ 眞理ヨシコ、田中星児 坂田おさむ、神崎ゆう子、速水けんたろう、茂森あゆみ 杉田あきひろ、今井ゆうぞう、はいだしょうこ 天野勝弘、佐藤弘道 じゃじゃまる、ぴっころ、ぽろり |
| 2019年 | ふしぎな汽車でいこう〜60周年記念コンサート〜      | 花田ゆういちろう、小野あつこ、福尾誠、秋元杏月 チョロミー、ムームー、ガラピコ 眞理ヨシコ、坂田おさむ、神崎ゆう子 速水けんたろう、茂森あゆみ 横山だいすけ、小林よしひさ、上原りさ じゃじゃまる、ぴっころ、ぽろり スプー、ムテ吉、ミーニャ、メーコブ                                                                     |

## アルバム
- 真理ヨシコ歌のプレゼント -ぼくのたからもの-（1974年、日本コロムビア、LP、KKS4102）※　レコードレーベルの表記は「歌のプレゼント」だが、ジャケット表面では「うたのプレゼント」と表記。
- うたつむぎ（2011年6月1日、日本コロムビア、CD2枚組）※　眞理ヨシコ歌手生活50周年アルバム。全63曲収録。

## テレビ番組
- おかあさんといっしょ（NHK） 初代うたのおねえさん→コーナーレギュラー
- 生きものばんざい（NET　現テレビ朝日）　主題歌　みんなともだち
- 笛吹童子（人形劇） - 胡蝶尼の声（1977-78）
- プリンプリン物語 - ヘドロの声（1979-82）

## ラジオ番組
- 井上順・真理ヨシコのホイホイルーム（ニッポン放送）
- 音楽の花束（FM東京）